# Caribus
Caribus est un futur réseau de transport en commun qui desservira la communauté d'agglomération de Dembeni-Mamoudzou à partir de 2025 horizon 2026 . Lancé en 2010 , le projet est censé désengorger les embouteillages qui paralysent quotidiennement toute l’île. Le premier tronçon allant de passamainty à Haut-Vallons sera la première ligne mise en place .
Il s’agit du premier réseau de transport en commun du département de Mayotte.

## Histoire
Initialement porté par la ville, le projet a été transféré à la Cadema, accompagnée par l’État qui « jouera pleinement son rôle » comme l’a annoncé Édouard Philippe, le premier ministre, le 19 avril 2018. « S’agissant des infrastructures, le gouvernement va soutenir le développement d’un transport en commun en site propre sur la Grande Terre et la réalisation du contournement de Mamoudzou.
Sur le plan global de transports et de déplacements (PGTD) élaboré par l’État, le projet concernant le département et la Cadema a été validé par le comité de pilotage pour la période 2018-2034. Ce plan résulte d’une démarche prospective portant sur les services et infrastructures de transport de personnes et de bien. L’État s’engage à hauteur de 113,6 millions d’euros sur une durée de quinze ans pour le développement des transports en commun tout en participant financièrement aux travaux d’infrastructures.
À la suite d’importants travaux, la Cadema met en place un système de navette et une circulation alternée. afin de faciliter les déplacements dans la capitale.

## Le réseau
Le réseau de Caribus comprendra quatre lignes. Une ligne de bus à haut niveau de service et trois lignes de bus régulières, sur lesquelles sont placés quarante-trois arrêts.

## Liste des lignes
La première ligne reliera Hauts-Vallons à Passamainty et la seconde Passamainty à Dembeni.
| Ligne   | Caractéristiques                           | Caractéristiques                    | Caractéristiques                    | Caractéristiques                    | Caractéristiques                    | Caractéristiques                              | Caractéristiques                         | Caractéristiques                    | Caractéristiques                    |
| Ligne 1 | Hauts-Vallons ⥋ Passamainty                | Hauts-Vallons ⥋ Passamainty         | Hauts-Vallons ⥋ Passamainty         | Hauts-Vallons ⥋ Passamainty         | Hauts-Vallons ⥋ Passamainty         | Hauts-Vallons ⥋ Passamainty                   | Hauts-Vallons ⥋ Passamainty              | Hauts-Vallons ⥋ Passamainty         | Hauts-Vallons ⥋ Passamainty         |
| ------- | ------------------------------------------ | ----------------------------------- | ----------------------------------- | ----------------------------------- | ----------------------------------- | --------------------------------------------- | ---------------------------------------- | ----------------------------------- | ----------------------------------- |
| Ligne 1 | Ouverture / Fermeture 2024 / —             | Longueur —                          | Durée 30 min                        | Nb. d’arrêts 16                     | Matériel —                          | Jours de fonctionnement L, Ma, Me, J, V, S, D | Jour / Soir / Nuit / Fêtes O / O / N / O | Voy. / an —                         | Exploitant Caribus                  |
| Ligne 1 | Desserte : - Communes : Mamoudzou          |                                     |                                     |                                     |                                     |                                               |                                          |                                     |                                     |
| Ligne 1 | Autre :                                    |                                     |                                     |                                     |                                     |                                               |                                          |                                     |                                     |
| Ligne 1 | Dernière actualisation : —                 |                                     |                                     |                                     |                                     |                                               |                                          |                                     |                                     |
| Ligne 2 | Passamainty ⥋ Dembeni                      | Passamainty ⥋ Dembeni               | Passamainty ⥋ Dembeni               | Passamainty ⥋ Dembeni               | Passamainty ⥋ Dembeni               | Passamainty ⥋ Dembeni                         | Passamainty ⥋ Dembeni                    | Passamainty ⥋ Dembeni               | Passamainty ⥋ Dembeni               |
| Ligne 2 | Ouverture / Fermeture — / —                | Longueur —                          | Durée 20 min                        | Nb. d’arrêts 10                     | Matériel —                          | Jours de fonctionnement L, Ma, Me, J, V, S, D | Jour / Soir / Nuit / Fêtes O / O / N / O | Voy. / an —                         | Exploitant Caribus                  |
| Ligne 2 | Desserte : - Communes : Mamoudzou, Dembeni |                                     |                                     |                                     |                                     |                                               |                                          |                                     |                                     |
| Ligne 2 | Autre :                                    |                                     |                                     |                                     |                                     |                                               |                                          |                                     |                                     |
| Ligne 2 | Dernière actualisation : —                 |                                     |                                     |                                     |                                     |                                               |                                          |                                     |                                     |
| Ligne 3 | Hauts de Mtsapéré ⥋ Hauts de Cavani        | Hauts de Mtsapéré ⥋ Hauts de Cavani | Hauts de Mtsapéré ⥋ Hauts de Cavani | Hauts de Mtsapéré ⥋ Hauts de Cavani | Hauts de Mtsapéré ⥋ Hauts de Cavani | Hauts de Mtsapéré ⥋ Hauts de Cavani           | Hauts de Mtsapéré ⥋ Hauts de Cavani      | Hauts de Mtsapéré ⥋ Hauts de Cavani | Hauts de Mtsapéré ⥋ Hauts de Cavani |
| Ligne 3 | Ouverture / Fermeture — / —                | Longueur —                          | Durée 10 min                        | Nb. d’arrêts 12                     | Matériel —                          | Jours de fonctionnement L, Ma, Me, J, V, S, D | Jour / Soir / Nuit / Fêtes O / O / N / O | Voy. / an —                         | Exploitant Caribus                  |
| Ligne 3 | Desserte : - Communes : Mamoudzou          |                                     |                                     |                                     |                                     |                                               |                                          |                                     |                                     |
| Ligne 3 | Autre :                                    |                                     |                                     |                                     |                                     |                                               |                                          |                                     |                                     |
| Ligne 3 | Dernière actualisation : —                 |                                     |                                     |                                     |                                     |                                               |                                          |                                     |                                     |
| Ligne 4 | Passamainty ⥋ Vahibé                       | Passamainty ⥋ Vahibé                | Passamainty ⥋ Vahibé                | Passamainty ⥋ Vahibé                | Passamainty ⥋ Vahibé                | Passamainty ⥋ Vahibé                          | Passamainty ⥋ Vahibé                     | Passamainty ⥋ Vahibé                | Passamainty ⥋ Vahibé                |
| Ligne 4 | Ouverture / Fermeture — / —                | Longueur —                          | Durée 10 min                        | Nb. d’arrêts 5                      | Matériel —                          | Jours de fonctionnement L, Ma, Me, J, V, S, D | Jour / Soir / Nuit / Fêtes O / O / N / O | Voy. / an —                         | Exploitant Caribus                  |
| Ligne 4 | Desserte : - Communes : Mamoudzou          |                                     |                                     |                                     |                                     |                                               |                                          |                                     |                                     |
| Ligne 4 | Autre :                                    |                                     |                                     |                                     |                                     |                                               |                                          |                                     |                                     |
| Ligne 4 | Dernière actualisation : —                 |                                     |                                     |                                     |                                     |                                               |                                          |                                     |                                     |